# Draco caerulhians
Draco caerulhians är en ödleart som beskrevs av  James D. Lazell, Jr. 1992. Draco caerulhians ingår i släktet flygdrakar och familjen agamer. Inga underarter finns listade i Catalogue of Life.
Arten förekommer på Sangihe Besar Island och på andra mindre öar norr om Sulawesi. Honor lägger ägg.